# Pyhäsaari (ö i Kajanaland)
Pyhäsaari är en ö i Finland. Den ligger i sjön Pyhäjärvi och i kommunen Suomussalmi i den ekonomiska regionen  Kehys-Kainuu  och landskapet Kajanaland, i den nordöstra delen av landet, 600 km norr om huvudstaden Helsingfors. Öns area är 0,2 hektar och dess största längd är 140 meter i nord-sydlig riktning.